# St. Lambert (Arfurt)

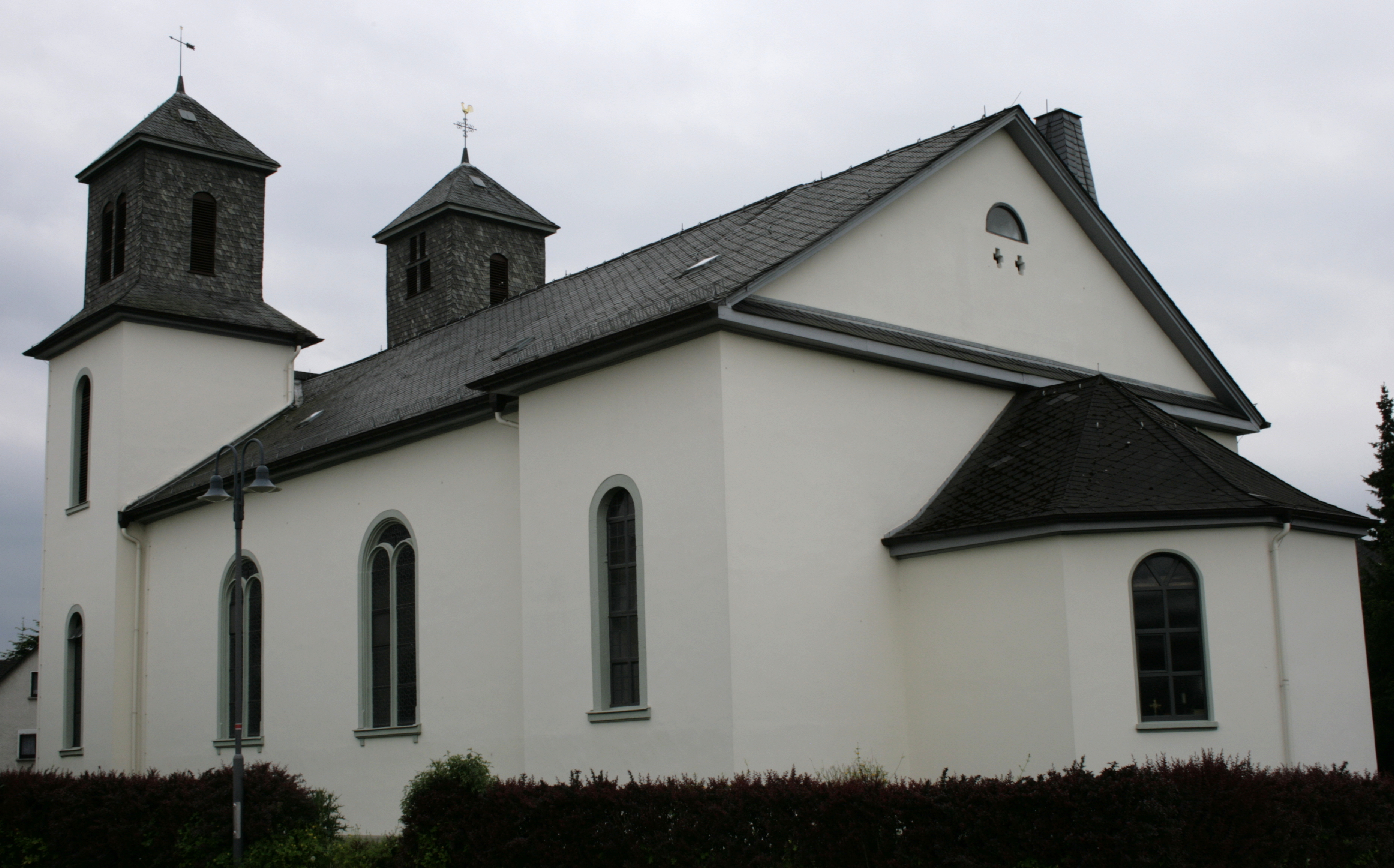
St. Lambert

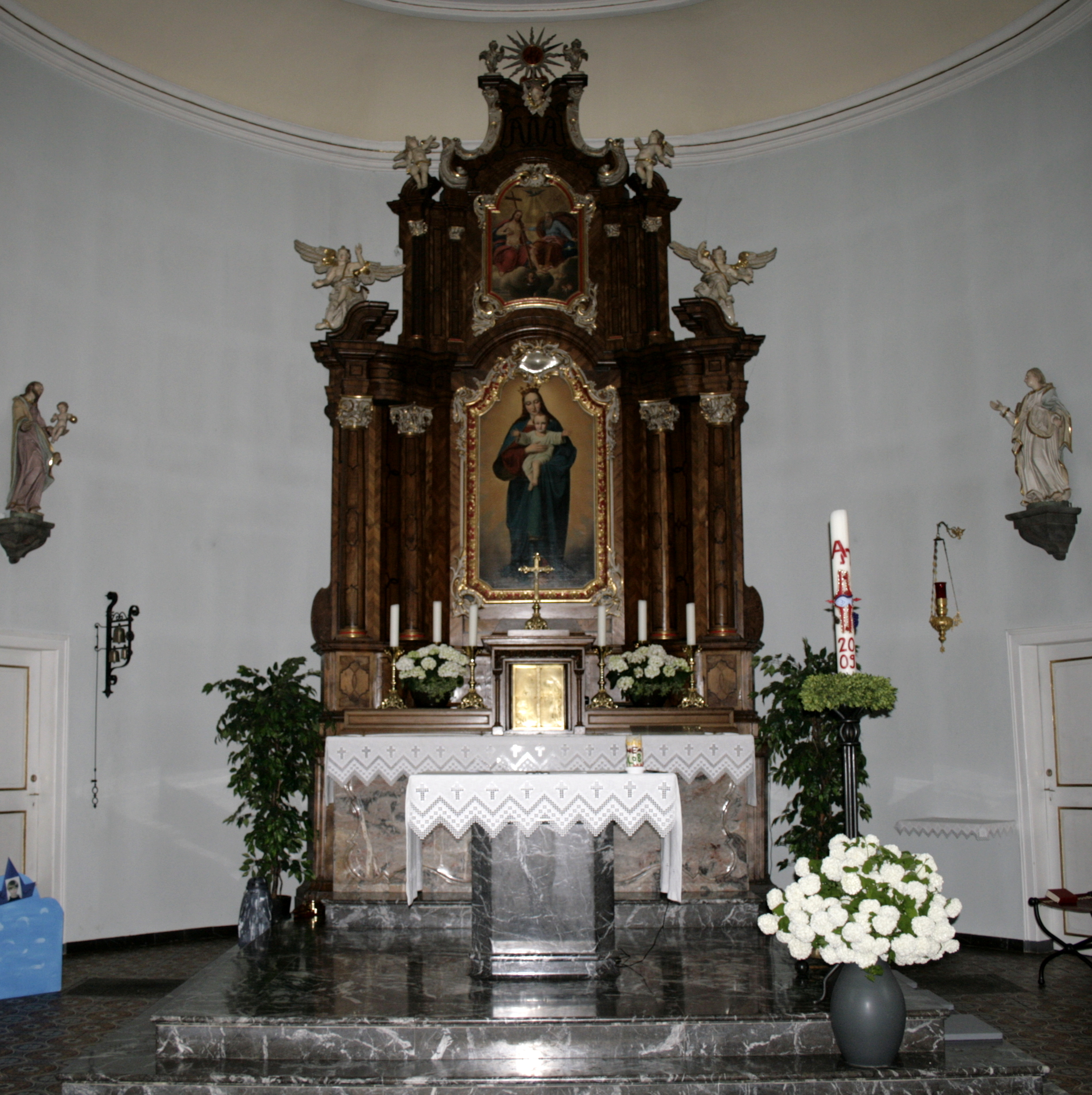
Altar

Die katholische Pfarrkirche St. Lambert ist ein denkmalgeschütztes Kirchengebäude in Arfurt, einem Stadtteil von Runkel, im Landkreis Limburg-Weilburg in Hessen.

## Architektur und Geschichte
Der breite Saalbau mit innen halbrundem Chorschluss wurde von 1827 bis 1829 errichtet. Die Sakristeiräume befinden sich in den Zwickeln, die außen querschiffartig vorspringen. Das Pilasterportal steht zwischen den beiden quadratischen Westtürmen, die mit Zeltdachlaternen bekrönt sind. Der Innenraum wurde 1905 ausgemalt, diese Ausmalung wurde bei einer Renovierung 1960 wieder beseitigt. Die Außenrenovierung erfolgte in einem harten Weiß.

## Ausstattung
- Der prachtvolle Hochaltar in Naturholz mit Intarsien wurde um 1760 geschaffen
- Das Kruzifix und verschiedene Statuen stammen aus dem 18. Jahrhundert[1]